# Medvedickij
Medvedickij (in lingua russa Медведицкий) è un insediamento di tipo urbano nel Žirnovskij rajon dell'oblast' di Volgograd, in Russia.
Si trova sulle alture del Volga, nella valle del fiume Medvedica, 280 km a nord di Volgograd e 28 km a sud di Žirnovsk.